# بوريس بيرد
بوريس بيرد (بالإنجليزية: Boris Byrd)‏ هو لاعب كرة قدم أمريكية أمريكي، ولد في 15 أبريل 1962.